# Pycreus flavescens
Pycreus flavescens é uma espécie de planta com flor pertencente à família Cyperaceae. 
A autoridade científica da espécie é (L.) P. Beauv. ex Rchb., tendo sido publicada em Flora Germanica Excursoria 1: 72. 1830.

## Portugal
Trata-se de uma espécie presente no território português, nomeadamente em Portugal Continental, no Arquipélago dos Açores e no Arquipélago da Madeira.
Em termos de naturalidade é introduzida nas três regiões atrás referidas.

## Protecção
Não se encontra protegida por legislação portuguesa ou da Comunidade Europeia.